# Валдо Фильо
Валдо Кандидо де Оливейра Фильо (порт. Valdo Cândido de Oliveira Filho; 12 января 1964, Сидерополис) — бразильский футболист, полузащитник. Выступал за сборную Бразилии. Ныне стал тренером, работает с молодёжной и национальной сборными Конго.
В своей футбольной карьере, которая охватывает более двух десятилетий, он играл в чемпионатах таких стран как — Португалия, Франция и Япония.
В национальной сборной он провёл 40 матчей, и представлял сборную на двух чемпионатах мира.

## Клубная карьера
Валдо родился в Сидерополисе, его дебют в профессиональном футболе состоялся в клубе «Гремио».
Летом 1988 года, он наряду с соотечественником Рикардо Гомесом подписал контракт с «Бенфикой» и уехал в Португалию. В дебютном для себя сезоне, он помог Красным выиграть национальный чемпионат. Спустя 3 года «Бенфика» сумела повторить успех трёхлетней давности и снова выиграла чемпионат, а Валдо сумел отличиться 5 раз в 26 матчах.
В 1991 году, Валдо перешёл в «Пари Сен-Жермен», где стал чемпионом Франции в 1994 году, и дважды обладателем Кубка Франции. В 1995 году он вернулся в «Бенфику».

## Достижения
«Бенфика»
- Чемпион Португалии (2): 1988/89, 1990/91
- Обладатель Кубка Португалии: 1995/96

«Пари Сен-Жермен»
- Чемпион Франции (1): 1993/94
- Обладатель Кубка Франции: 1992/93, 1994/95